# Cecylia Butsi
Cecylia Butsi (ur. 16 grudnia 1924; zm. 26 grudnia 1940) – tajska męczennica, błogosławiona Kościoła katolickiego.
W 1926, w wieku 2 lat została ochrzczona.
W latach 1940–44 Tajlandia była w stanie wojny z francuskimi Indochinami. W tym czasie wypędzono z Tajlandii zagranicznych misjonarzy, a miejscowych katolików zmuszano do wyrzeczenia się wiary. 25 grudnia 1940 r. w Songkhon miejscowa policja zebrała tamtejszych katolików i zapowiedziała im, że albo wyrzekną się wiary, albo zginą. Ponieważ Cecylia Butsi odmówiła wyrzeczenia się wiary następnego dnia została zastrzelona wraz z dwiema zakonnicami (Agnieszką Phila i Łucją Khambang) oraz trzema innymi osobami (Agatą Phutta, Bibianą Khampai, Marią Phon).
Wszystkie zastrzelone 26 grudnia 1940 r. osoby, a także katecheta, przywódca wspólnoty chrześcijańskiej w Songhon Filip Siphong Onphitak, zabity 16 grudnia 1940 w Mukdahan, zostali beatyfikowani przez Jana Pawła II 22 października 1989 roku w grupie Siedmiu Męczenników z Tajlandii.